# Ginoria
Ginoria là một chi thực vật thuộc họ Lythraceae. Chi này có các loài sau (tuy nhiên danh sách này có thể chưa đủ):
- Ginoria nudiflora, (Hemsley) Koehne